# Ptilium
Ne doit pas être confondu avec Ptilium (plante).
Genre
Synonymes
- Micrella Motschulsky, 1869[1]
- Micrus Motschulsky, 1848[1]

Ptilium est un genre de coléoptères de la famille des Ptiliidae selon Catalogue of Life (28 février 2021). Un genre de plante de la famille des Hypnaceae porte le même nom. 

## Liste des sous-genres et espèces
Selon BioLib (28 février 2021) :
- sous-genre Ptilium (Ptilium) Gyllenhal, 1827
  - Ptilium caesum Erichson, 1845
  - Ptilium cognatum Bésuchet, 1971
  - Ptilium exaratum (Allibert, 1844)
  - Ptilium modestum Wankowicz, 1869
  - Ptilium myrmecophilum (Allibert, 1844)
  - Ptilium schuleri Ganglbauer, 1899
  - Ptilium tenue Kraatz, 1858
  - Ptilium timidum Bésuchet, 1971
- Ptilium affine Erichson, 1845
- Ptilium brevipenne Deane, 1932
- Ptilium cordatum (Motschulsky, 1869)
- Ptilium fissicolle Reitter, 1884
- Ptilium fulvescens (Motschulsky, 1869)
- Ptilium horioni Rosskothen, 1934
- Ptilium latum (Gillmeister, 1845)
- Ptilium leai Deane, 1932
- Ptilium ligni Deane, 1932
- Ptilium orientale Deane, 1932
- Ptilium rennelensis Deane, 1932
- Ptilium scrutandum Besuchet, 1971
- Ptilium torresensis Deane, 1931
- Ptilium vexans Flach, 1889
- Ptilium wilsoni Deane, 1932
- Ptilium xanthorrhoeae Deane, 1932

Selon NCBI (28 février 2021) :
- Ptilium exaratum (Allibert, 1844)
- Ptilium horioni Rosskothen, 1934
- Ptilium myrmecophilum (Allibert, 1844)

Selon Paleobiology Database (28 février 2021) :
- Ptilium tertiarium